# Paraíso (Santa Catarina)
Paraíso – miasto i gmina w Brazylii, w stanie Santa Catarina. Znajduje się w mezoregionie Oeste Catarinense i mikroregionie São Miguel do Oeste.